# Alexandr Klepikov
Alexandr Klepikov (rusky Александр Григорьевич Клепиков; 23. května 1950, Leningrad – 26. února 2021) byl sovětský veslař.
Na Letních olympijských hrách 1976 v Montrealu získal zlatou medaili na čtyřce s kormidelníkem. Byl též mistrem světa z roku 1975 na čtyřce s kormidelníkem.